# Moje córki
Moje córki (ang. Daddy's Little Girls) – amerykański film z 2007 roku.

## Treść
Monty, mechanik samochodowy samotnie wychowuje trzy córki. Kiedy sąd przyznaje opiekę nad dziećmi jego zamieszanej w handel narkotyków byłej żonie, postanawia za wszelką cenę odzyskać dziewczynki. Zwraca się o pomoc do Julii, prawniczki. Niespodziewanie pomiędzy nimi rozkwita uczucie.

## Główne role
- Gabrielle Union - Julia Rossmore
- Idris Elba - Monty James
- Louis Gossett Jr. - Willie
- Tasha Smith - Jennifer
- Gary Sturgis - Joe
- Terri J. Vaughn - Brenda
- Malinda Williams - Maya
- Tracee Ellis Ross - Cynthia
- Cassi Davis - Rita
- LaVan Davis - Lester
- China Anne McClain - China James
- Lauryn Alisa McClain - Lauryn James
- Sierra Aylina McClain - Sierra James